# Вілсон Манафа
Вілсон Манафа (порт. Wilson Manafá, нар. 23 липня 1994, Олівейра-ду-Байрру) — португальський футболіст гвінейського походження, захисник клубу «Порту».

## Ігрова кар'єра
Народився 23 липня 1994 року в місті Олівейра-ду-Байрру. Вихованець футбольної школи клубу «Олівейра-ду-Байрру». В сезоні 2011/12 взявши участь у 5 матчах за першу команду, що грала у третьому за рівнем дивізіоні країни. За підсумками сезону клуб вилетів до Терсери, а Вілсон перейшов у столичний «Спортінг», де став виступати за молодіжну команду, а у сезоні 2013/14 зіграв 13 ігор за «Спортінг» Б у Сегунді.
Так і не пробившись до основи «Спортінга», Манафа покинув клуб і в наступні роки виступав за нижчолігові команди «Бейра-Мар», «Анадія», «Варзім» та «Портімоненсі». Граючи у складі останнього Вілсон здебільшого виходив на поле в основному складі команди і в сезоні 2016/17 допоміг команді виграти Сегунду та вийти до вищого дивізіону. Манафа дебютував в португальському вищому дивізіоні 7 серпня 2017, зігравши 16 хвилин в домашній грі проти «Боавішти» (1:2), а перший гол забив 25 серпня наступного року в зустрічі із «Санта-Кларою» (2:2). По ходу сезону 2018/19 Вілсон з флангу був перетворений головним тренером Антоніу Фольєю в центр захисту, де вдало себе проявив.
21 січня 2019 року Манафа підписав контракт на чотири з половиною роки з «Порту». У складі «драконів» Манафа відразу став основним захисником і 2020 року допоміг команді виграти чемпіонат, Кубок та Суперкубок Португалії. Станом на 24 січня 2021 року відіграв за клуб з Порту 52 матчі в національному чемпіонаті.

## Титули і досягнення
- Чемпіон Португалії (2):

«Порту»: 2019–20, 2021–22
- Володар Кубка Португалії (3):

«Порту»: 2019–20, 2021–22, 2022–23
- Володар Суперкубка Португалії (2):

«Порту»: 2020, 2022
- Володар Кубка португальської ліги (1):

«Порту»: 2022–23
- Володар Суперкубка Китаю (2):

«Шанхай Шеньхуа»: 2024, 2025